# روانی ۲
روانی ۲ (به انگلیسی: Psycho II) فیلمی در ژانر ترسناک آمریکایی سال ۱۹۸۳ و به کارگردانی ریچارد فرانکلین است. در این فیلم بازیگرانی همچون آنتونی پرکینز، ورا مایلز، مگ تیلی، رابرت لوجا، دنیس فرانز و لی گارلیگتون ایفای نقش کرده‌اند.
این فیلم دنباله فیلم روانی است و روانی ۳ و روانی ۴: آغاز دنباله‌های این فیلم هستند.